# M&FC
M&FC（エムアンドエフシー）は、韓国ソウルに本社を置き、合成皮革加工と映画事業を手掛ける企業である。
CEOは映画音楽家の趙成禹（チョ・ソンウ）。木村拓哉主演の日本映画「HERO」（2007年）の韓国での配給にかかわった。コスダック上場。2007年に日本の時計バンドなどの中堅メーカー、日本精密を敵対的M&Aで買収した。韓国企業による日本企業の敵対的M&Aは初めてのケースだった。

## 沿革
- 1999年　趙成禹が映画製作会社「ミュージック・アンド・フィルム・クリエーション」を設立
- 2006年5月　コスダック上場の合成皮革メーカー「ドンウ」を買収。社名を「ドンウM&FC」とする。
- 2007年3月　テレビショッピング会社「コリア・ホーム・ショッピング」を買収
- 2007年4月　M&FCに社名変更
- 2007年6月　日本精密の経営を敵対的M&Aで手に入れる

## 日本精密への敵対的M&A
2007年3月、日本精密の筆頭株主だった篠邊貞道と篠邊が会長を務める日用品製造会社「プラコム」（栃木県足利市）から 新株予約権を買い取り、その一部を行使して筆頭株主に躍り出た。
日本精密はM&FCの保有割合を低下させようと、投資ファンドを引受先とする第三者割当増資を試みたため、M&FCはさいたま地裁に差し止めを求めて仮処分申請した（仮処分申請の代理人は三井法律事務所の大塚和成、西岡祐介（現・二重橋法律事務所）らだった。大塚はM&FCの常任代理人も務め、現在は日本精密の顧問弁護士）。同地裁は6月22日、新株発行は「経営陣がその支配権を維持するため」であり「著しく不公正な方法」であるとして差し止めの仮処分を決定した。これを受けて日本精密は第三者割当増資を中止した。
M&FCは日本精密の取締役を抱き込んで多数派工作を進めた。6月28日に開かれた株主総会で、M&FCが提出した取締役候補の修正動議が可決。日本精密の取締役選任案は否決された。これに伴い同日付で前社長の岡林博が社長に復帰。社長の宮田治は相談役に退いた。宮田を含め会社側が提案した取締役候補8人は全員が選任されず、M&FCが推す7人が取締役に就任しM&Aに成功した。
韓国企業による日本企業の敵対的M&Aは初めてで、韓国企業による日本の上場企業の買収自体も前例がないとされる。